# Eunomia (mitologia)
Eunomia (in greco antico: Εὐνομία?, Eunomía) è, secondo la mitologia greca, una delle Ore e figlia di Temi e Zeus. Il poeta greco Alcmane la nomina invece come figlia di Prometeo e sorella di Tiche e Peito.
Era una divinità connessa con la legge e la legislazione. Nella mitologia romana aveva il nome di Disciplina.